# BM-Volvo T 650
Bolinder-Munktell T 650 Boxer, efter  1973  Volvo BM T 650, var en traktor som blev produceret af Bolinder-Munktell mellem 1970 og 1973, og af Volvo BM mellem 1973 og 1982 i 29 702 eksemplarer. Den blev produceret i en standard og industri udgave.
Den har en firecylindret dieselmotor fra Volvo BM med største effekt 78 hestekræfter.
Gearkassen har 8 fremadgående og 2 bagudgående. Traktoren blev også produceret med lyngearet Trac-Trol (Traction Control). Det betød at gearene blev ændret så der var 16 fremadgående og 4 bagudgående gear. Ved nedgearing med lyngearet faldt hastigheden 21% og trækkraften steg med 27%.
T 650 var udstyret med uafhængigt kraftudtag, som både kunne køre uafhængigt og drivhjulsafhægigt.
T 650 var en videre udvikling af T 600 og blev bl.a. udviklet med nykonstrueret førerhus med bl.a. mulighed for varme. Førerhuset var bedre lydisoleret og tættere end tidligere førerhuse på traktorer. 

## Tekniska data
- Produktionsår: 1970-1973 og 1973-1982
- Motor: Volvo D 42, firecylindret dieselmotor
- Motoreffekt: 78 hk, 2 300 r/min
- Drejningsmoment (max) ved 1400 r/min: 251 Nm
- Transmission/hastigheder: 8 frem (16 frem), maxfart 29,2  km/t, 2 bak (4 bak).
- Hydrauliksystem: Terra-Trol T650
- Brændstoftank: 95 L
- Kølesystem: 8 L
- Vægt: 3 780 kg
- Længde: 3 680 mm
- Bredde: 1 940 mm